# Piron
Piron (/ˈpɪroʊ/; grško: Πύρρων Pyrrōn) iz Elide, starogrški filozof, predstavnik šole skepticizma, * 359 pr. n. št., Elida, † 271 pr. n. št.. Učenca indijske filozofije ti. gimnosofistov označujemo za prvega grškega skeptika in začetnika šole skepticizma. Svojo filozofijo je razvijal na podlagi indijskega skepticizma in tradicij.

## Življenje
Piron je živel v pokrajini Elida na grškem polotoku Peloponez ob Jonskem morju. Po besedah biografa antičnih filozofov Diogena Laertija naj bi se Piron sprva ukvarjal s slikarstvom ter svoje slike razstavljal v lokalnem gimnaziju. Za filozofijo naj bi ga navdušila Demokritova dela, pisana v jonskem narečju in zato Pironu lažje razumljiva. Zanimal se je tudi za megarsko šolo filozofije, ki jo je spoznaval ob pomoči Brisona iz Ahaje.
Piron je ob spremstvu Anaksarha iz Abdere potoval skupaj z Aleksandrom Velikim, ko je slednji osvajal perzijsko Ahemenidsko cesarstvo. Tako je dobil priložnost, da se je učil pri indijskih gimnosofistih (grško poimenovanje za askete, modrece, ki so se odrekali materialnemu in hrani) in pri perzijskih magih ali svečenikih. Izpostavljenost vzhodnjaški filozofiji ga je najverjetneje navdihnila, da je ob povratku v Elido živel samotno življenje. Obenem  je začel predstavljati novo (anti)filozofijo, ki je kmalu privabila mnoge somišljenike. Postajal je vedno bolj slaven - nekateri zapisi navajajo, da je bil v njegovo čast postavljen spomenik na trgu njegovega rojstnega kraja ter da je bil Piron upravičen plačevanja mestnih davkov. Kljub revnim razmeram, v katerih je živel, je bil zelo spoštovan s strani Elidijcev ter celo Atencev, ki so mu dodelili državljanske pravice.

## Pironov skepticizem
Skeptiki so mnenja, da je ataraksijo ali duševni mir moč doseči le, če se vzdržimo sodbe, saj je resnica nespoznavna. V nasprotju s stoiki, ki so apatični in zagovorniki determinizma, prav skepsa ali dvom žene skeptike v raziskovanje neznanega, predvsem znanosti. Pironov skepticizem imenujemo tudi pironizem, ker ne predstavlja edine smeri skepticizma.
Njegov filozofski pristop je po njegovih besedah precej praktičen. Piron v skepticizmu ne vidi le dejstva, zanimivega zaradi špekulativnosti, vendar nekakšno pot do srečnega življenja.
Modrec naj bi si med iskanjem ataraksije zastavil tri vprašanja. Najprej naj se vpraša, kaj stvari so ter iz česa so sestavljene. Nato se vpraša, kakšna je povezava med stvarjo in njim samim. Nazadnje - kakšen naj bi bil naš odnos do omenjene reči. Že na prvo vprašanja ne moremo odgovoriti, poznamo le videz stvarnosti, a ne njene zgradbe. Enaka reč ima namreč mnogo različnih interpretacij svojega biti, saj ima vsak posameznik svojo edinstveno idejo ali predstavo o njeni stvarnosti. Nemogoče je dokazati, katero mnenje je resnično. Raznolikost mnenj med modreci in tudi med povprečneži slednje zagotovo potrjuje. Vsaki trditvi lahko poiščemo nasprotje, ki je enako močno utemeljeno. Ne glede na to, kakšno je mnenje posameznika, si lahko protislovno mnenje ustvari nekdo drug, ki je enako pameten in je njegova presoja enako pristojna. Mnenje si lahko ustvarimo vsi, zato je vedenje nemogoče. Torej se moramo v odnosu do stvarnosti vzdržati sodb. Niti o najbolj trivialnih trditvah ne moremo govoriti z gotovostjo.
Pironisti so skrbno umeščali dvom v tudi najbolj nepomembne trditve, s katerimi so srečevali v vsakdanjem življenju. Namesto izraza »to je res«, so raje uporabili »zdi se, da je to res«. Prav vsak trditev je bila opremljena z »verjetno«, »zdi se«, »morda« itd.
Piron je odsotnost gotovosti opazoval v teoriji in v praksi. Pravi, da nič ni pravilno ali narobe - le mnenja, zakoni, navade ustvarjajo ta občutek. Ko modrec skepticizem razume ter ga ponotranji, bo prenehal izbirati, kar mu je ljubše - rezultat bo apatija. Vsako dejanje je posledica preference, prepričanja, da je nekaj boljše od nečesa drugega. Če to prepričanje potlačimo, spoznamo, da nobena odločitev v bistvu ni boljša od druge, kar vodi do odsotnosti dejanj, kar je obenem Pironov cilj. Biti brez sodbe je sam vrhunec pironizma, saj je v praksi to pomenilo apatijo (ataraksijo). Vsa dejanja izvirajo iz prepričanja, vsako prepričanje je zabloda, potemtakem je odsotnost dejanj idealno stanje modreca. V tej apatiji se bo odrekel vsem željam, saj je želja mnenje, da je nekaj boljše od nečesa drugega. Živel bo v popolnem mirovanju, pri nemoteni spokojnosti duše, rešen vseh zablod. Nezadovoljstvo, na primer, je posledica nedoseganja zaželenega ali njegovo izgubo. Modrec, rešen vseh želja, torej ne bore biti nezadovoljen. Piron se zaveda, da se ljudje zaman borijo za uresničitev svojih želja, ker so vse reči enako brezbrižne in nič ni zares pomembno. Med zdravjem in boleznijo, življenjem ter smrtjo ni razlike. A vendar, če smo primorani ukrepati, bomo sledili verjetnosti, mnenjem, navadam in zakonom, toda brez prepričanja v bistveno veljavnost ali resnico teh meril.

## Pomen
Ideje Pironove filozofije so poučevali mnogi filozofi skozi zgodovino in obravnavana tematika je aktualna še danes. Na Platonovi akademiji sta od leta 265 pr. n. št. skepticizem poučevala najprej Arkesilaj in kasneje Karnead. Kasneje, v novem veku, se je pod vplivom empirizma debatiralo o dvomu v zgodovinsko resničnost. Na tak način so se obujale ideje pironizma. Francoski filozof in urednik Enciklopedije Denis Diderot je na enem mestu zapisal, da prav teološka promocija slepe vere na novo odpira vprašanja skepticizma in resnice. Skepticizem je opazen tudi pri škotskem razsvetljenskem filozofu Davidu Humeu, ki je zelo kritiziral tradicionalne metafizične pojme (npr. vzrok, substanca) in praznoverje. Hume je s skeptično kritiko metafizike vplival nemškega filozofa Immanuela Kanta, ki pa je sam skepticizem presegel (ti. kopernikanski obrat).

## Delo
Piron za seboj ni pustil nobenega dela. Kar vemo o njegovem življenju in filozofiji, je zapisal njegov učenec Timon iz Flijunta in biograf antičnih filozofov Diogen Laertij. Samo Pironovo filozofijo pa najlažje spoznavamo iz knjige Obrisi pironizma, ki jo je napisal grški zdravnik in skeptik Sekst Empirik.